# Mar y rocas de San Esteban, Asturias
Mar y rocas de San Esteban, Asturias es un cuadro del pintor español Joaquín Sorolla terminado en 1903. Está realizado en óleo sobre lienzo y tiene un tamaño de 67 x 96 cm. Se encuentra en el Museo Sorolla, Madrid. 
En el cuadro se observa el mar con rocas repartidas en él y el oleaje. En la parte superior se ve el cielo oscuro con algunas nubes.